# Atlantic Rim: Résurrection
Série
Atlantic Rim
Pour plus de détails, voir Fiche technique et Distribution.
Atlantic Rim: Resurrection est un film d'action et de science-fiction américain, réalisé par Jared Cohn, sorti en 2018, avec Paul Logan, Liz Fenning et Steve Richard Harris

## Synopsis
Deux ans après les événements de Atlantic Rim, d’énormes monstres biomécaniques descendent sur Terre, prêts à détruire la ville de Los Angeles. Une nouvelle équipe de pilotes de « M-bot » prend le contrôle de ses robots guerriers suralimentés et tente de sauver le monde d’être réduit en ruines.

## Distribution
- Paul Logan : Lee
- Liz Fenning : Karyn
- Steve Richard Harris : Dr. JP Roth
- Terry Woodberry : Général Worthington[1]
- Xavi Israel : Russo
- Jenna Enns : Dr. Andrea Horowitz
- Michael Marcel : Hammer
- Jos Deacon : Wright
- Richard Leacock : Andrus
- Samm Wiechec : Badger
- Vinnie Duyck : Greene
- Joseph Michael Harris : Commandant de la Marine Reece Sterling
- Teagan Sirset : Samantha
- Tammy Klein : Employé de bureau
- Daniel Judd : Beau membre d’équipage
- Shane Naute : Eric Skylander
- Brendan Petrizzo : Scientifique
- Jared Cohn : Soldat[4]

## Production

### Tournage
Le tournage a eu lieu à Downtown Los Angeles, en Californie, aux États-Unis. Le film est sorti le 15 février 2018 aux États-Unis, son pays d’origine.